# Frans Wildenhain

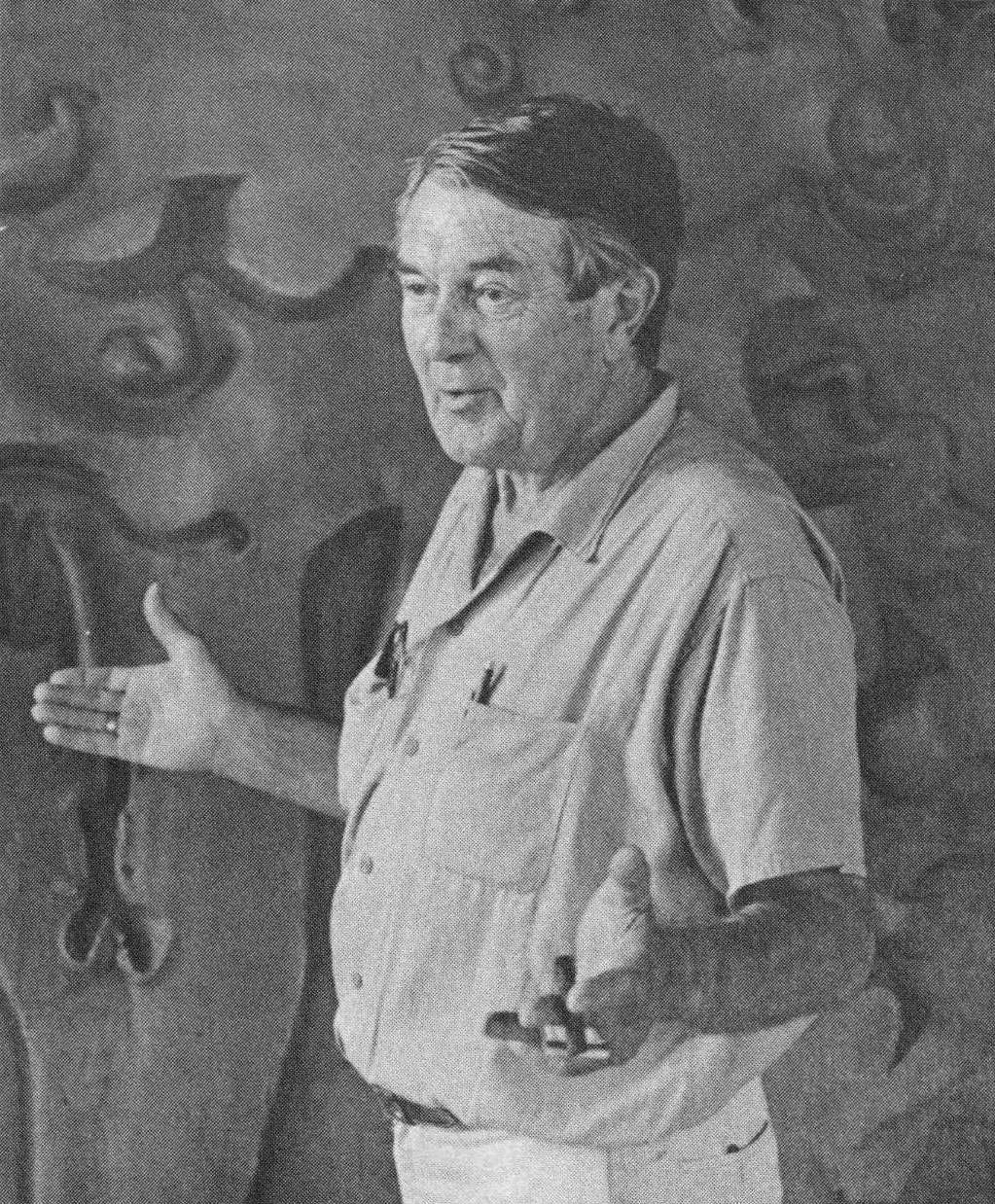
1972

Frans Rudolf Wildenhain (Leipzig, 5 juni 1905 - Rochester, 25 januari 1980) was een Duits pottenbakker en beeldhouwer.

## Opleiding
In februari 1924 werd hij ingeschreven aan het Bauhaus in Weimar, waar hij een voorbereidende cursus volgde onder László Moholy-Nagy. Hij studeerde in november 1924 bij Paul Klee met Gerhard Marcks en Max Krehan aan een Bauhaus-keramiekatelier in Dornburg. Bij de andere pottenbakkers was ook Marguerite Friedlaender, zijn toekomstige vrouw. 
Marcks ging naar de School voor Toegepaste Kunst in Burg Giebichenstein, Halle, waar hij al snel directeur werd. Het volgende jaar, toen Marguerite Friedlaender hoofd van de keramiekatelier werd, verhuisde Wildenhain daarheen. Hij werd een meesterpottenbakker in 1930, hetzelfde jaar waarin hij met Marguerite trouwde. Hij volgde voor de Tweede Wereldoorlog ook een opleiding aan de School voor Amerikaanse Ambachtslieden (nu School for American Crafts) aan het Rochester Institute of Technology in Rochester (New York).

## Bezettingsjaren
In 1933, toen de nazi's de macht grepen in Duitsland, werd Marguerite ontslagen vanwege haar Joodse afkomst. Zij en Frans gingen toen naar Putten, in Nederland, waar ze een keramiekatelier genaamd Het Kruikje begonnen. In maart 1940 emigreerde Marguerite  naar de Verenigde Staten, maar Frans (een niet-Joodse Duitse burger) was het niet toegestaan om haar te volgen. In 1941 verhuisde hij naar Amsterdam, waar hij kort  de kunstnijverheidsschool bezocht en beeldhouwkunst studeerde bij Jan Bronner aan de Rijksakademie van Beeldende Kunsten. In 1943 werd hij opgeroepen voor dienst in het Duitse leger en in het volgende jaar nam hij deel aan de Slag om Arnhem. In april 1945 deserteerde hij en dook hij onder bij vrienden in Amsterdam.

## Opnieuw in de Verenigde Staten
Na een scheiding van ongeveer zeven jaar werden Frans en Marguerite eindelijk herenigd in 1947, toen hij eindelijk een visum had gekregen. Ook hij werd lid van de kunstenaarsgemeenschap op Pond Farm, waar hij  met zijn vrouw werkte als beeldend kunstenaar en docent was, daar waren ook kunstenares Trude Guermonprez en sieradenontwerper Victor Ries. 
In 1950 aanvaardde Frans een aanbod om deel te nemen aan de faculteit van de School of American Craftsmen (nu School for American Crafts) aan het Rochester Institute of Technology in Rochester, New York. Frans en Marguerite besloten uiteen te gaan en de echtscheiding werd definitief in 1952. Later hertrouwde Frans met Marjorie McIlroy (gestorven in 1967) en vervolgens met Elisabeth (Lili) Brockardt, een weefster en textielkunstenares. Hij overleed in Rochester in 1980. 